# Wahlkreis Turin – Circoscrizione 2
Der Wahlkreis Turin – Circoscrizione 2 ist seit 2020 ein Wahlkreis (italienisch collegio elettorale) für die Wahl der Abgeordnetenkammer.

## Wahlkreisgebiet
| Wahlkreise – Camera dei deputati – Piemont | Wahlkreise – Camera dei deputati – Piemont  | Wahlkreise – Camera dei deputati – Piemont |
| Provinz                                    | Provinz                                     | Gemeinden nach Provinzen ⮞ Wahlkreis |
| ------------------------------------------ | ------------------------------------------- | --- |
|                                            | Metropolitanstadt Turin (312 Gemeinden)     | Teil Turins ⮞ Wahlkreis Turin – Circoscrizione 2 Teil Turins ⮞ Wahlkreis Turin – Circoscrizione 3 186 ⮞ Wahlkreis Chieri 22 ⮞ Wahlkreis Collegno 103 ⮞ Wahlkreis Moncalieri |
|                                            | Provinz Alessandria (187 Gemeinden)         | alle ⮞ Wahlkreis Alessandria |
|                                            | Provinz Asti (118 Gemeinden)                | alle ⮞ Wahlkreis Asti |
|                                            | Provinz Biella (74 Gemeinden)               | alle ⮞ Wahlkreis Vercelli |
|                                            | Provinz Cuneo (247 Gemeinden)               | 169 ⮞ Wahlkreis Cuneo 78 ⮞ Wahlkreis Asti |
|                                            | Provinz Novara (87 Gemeinden)               | 78 ⮞ Wahlkreis Novara 9 ⮞ Wahlkreis Vercelli |
|                                            | Provinz Verbano-Cusio-Ossola (74 Gemeinden) | alle ⮞ Wahlkreis Novara |
|                                            | Provinz Vercelli (82 Gemeinden)             | alle ⮞ Wahlkreis Vercelli |

Der Wahlkreis umfasst den Teil der Gemeinde Turin, der aus den folgenden Stadtbezirken (circoscrizioni) besteht: Centro – Crocetta (Circoscrizione 1); Santa Rita – Mirafiori Nord – Mirafiori Sud (Circoscrizione 2); Aurora – Vanchiglia – Sassi – Madonna del Pilone (Circoscrizione 7); San Calvario – Cavoretto – Borgo Po – Mizza Millefonti – Lingotto – Filadelfia (Circoscrizione 8).

## Wahlergebnisse

### Parlamentswahl 2022
| Kandidaten                          | Kandidaten           | Stimmen | %    | Listen                                                  | Stimmen | %    |
| ----------------------------------- | -------------------- | ------- | ---- | ------------------------------------------------------- | ------- | ---- |
|                                     | Riccardo Magigewählt | 81.970  | 39,8 | Partito Democratico – Italia Democratica e Progressista | 53.830  | 26,1 |
| Alleanza Verdi e Sinistra           | Riccardo Magigewählt | 81.970  | 39,8 | 14.847                                                  | 7,2     |      |
| +Europa                             | Riccardo Magigewählt | 81.970  | 39,8 | 12.410                                                  | 6,0     |      |
| Impegno Civico – Centro Democratico | Riccardo Magigewählt | 81.970  | 39,8 | 883                                                     | 0,4     |      |
|                                     | Elena Chiorino       | 64.267  | 31,2 | Fratelli d’Italia                                       | 40.356  | 19,6 |
| Lega per Salvini Premier            | Elena Chiorino       | 64.267  | 31,2 | 11.593                                                  | 5,6     |      |
| Forza Italia                        | Elena Chiorino       | 64.267  | 31,2 | 11.085                                                  | 5,4     |      |
| Noi Moderati                        | Elena Chiorino       | 64.267  | 31,2 | 1.233                                                   | 0,6     |      |
|                                     | Massimo Giuntoli     | 25.776  | 12,5 | Azione – Italia Viva                                    | 25.776  | 12,5 |
|                                     | Carlotta Tevere      | 21.881  | 10,6 | Movimento 5 Stelle                                      | 21.881  | 10,6 |
|                                     | Elisabetta Forni     | 3.889   | 1,9  | Unione Popolare                                         | 3.889   | 1,9  |
|                                     | Serena Tagliaferri   | 3.702   | 1,8  | Italexit per l’Italia                                   | 3.702   | 1,8  |
|                                     | Domenica Follino     | 2.962   | 1,4  | Italia Sovrana e Popolare                               | 2.962   | 1,4  |
|                                     | Lorena Bassino       | 1.676   | 0,8  | Vita                                                    | 1.676   | 0,8  |
| Gesamt                              | Gesamt               | 206.123 | 100  |                                                         | 206.123 | 100  |
|                                     |                      |         |      |                                                         |         |      |
| Ungültige Stimmen                   | Ungültige Stimmen    | 6.152   | 2,9  |                                                         |         |      |
| Wähler                              | Wähler               | 212.275 | 66,9 |                                                         |         |      |
| Wahlberechtigte                     | Wahlberechtigte      | 317.535 |      |                                                         |         |      |
|                                     |                      |         |      |                                                         |         |      |
| Quelle: Innenministerium            |                      |         |      |                                                         |         |      |